# إبادة أكلة لحوم البشر
إبادة أكلة لحوم البشر (بالإيطالية: Cannibal Holocaust)، هو فيلم رعب إيطالي من إخراج روجيرو ديوداتو وتأليف جيانفرانكو كليريسي.الفيلم بطولة روبرت كيرمان، فرانشيسكا سياردي، بيري بيركانين، لوكا بارباريسشي وكارل غابرييل يورك.
استوحى الفيلم من التقارير الإعلامية الإيطالية عن إرهاب الألوية الحمراء.

## أحداث الفيلم
يسافر عالم الأنثربولوجيا (هارولد مونرو) من نيويورك إلى غابات أمريكا الجنوبية ليبحث ماذا حدث لفريق عمل الفيلم الوثائقي الذين اختفوا من حوالي شهرين أثناء إعدادهم فيلم عن القبائل البدائية آكلة لحوم البشر في تلك الغابات. وبمساعدة 2 من المرشدين المحليين يصل مونرو إلى بقايا من لحم الفريق كما يجد بقايا بكرات الفيلم الذي لم يكتمل. وفي أثناء عودته إلى نيويورك يستعرض مونرو اللقطات المصورة وعندها يجد مفاجأة لم تكن في الحسبان.

## طاقم العمل
- روبرت كيرمان في دور الأستاذ هارولد مونرو
- لوكا بارباريسشي في دور مارك توماسو
- كارل غابرييل يورك في دور الآن ييتس
- فرانشيسكا سياردي في دور فاي دانيلز
- بيري بيركانين في دور جاك اندرس
- سلفاتوري باسيلي في دور شاكو لوسوجوس

## الانتقاد
تم منع الفيلم في أكثر من 60 دولة من ضمنهم أستراليا، النرويج،فنلندا، نيوزيلندا، وذلك بسبب بشاعة الفيلم، بسبب واقعية الفيلم أعتقد الكثيرين أن المخرج قام بقتل الممثلين مما أدى لاعتقال المخرج، أطلق سراح المخرج بعد التأكد أنه لم يقتل أحدًا لكنه اعترف أن مشاهد قتل الحيوانات كانت حقيقية.

## روابط خارجية
- إبادة أكلة لحوم البشر على موقع IMDb (الإنجليزية)
- إبادة أكلة لحوم البشر على موقع ميتاكريتيك (الإنجليزية)
- إبادة أكلة لحوم البشر على موقع روتن توميتوز (الإنجليزية)
- إبادة أكلة لحوم البشر على موقع نتفليكس (الإنجليزية)
- إبادة أكلة لحوم البشر على موقع قاعدة بيانات الأفلام العربية
- إبادة أكلة لحوم البشر على موقع ألو سيني (الفرنسية)
- إبادة أكلة لحوم البشر على موقع Turner Classic Movies (الإنجليزية)
- إبادة أكلة لحوم البشر على موقع أول موفي (الإنجليزية)
- إبادة أكلة لحوم البشر على موقع فيلمافينيتي (الإسبانية)
- إبادة أكلة لحوم البشر على موقع قاعدة بيانات الأفلام السويدية (السويدية)